# Тюлений (Каспийское море)
Тюлений — остров в Каспийском море, административно входит в состав Дагестана.
Расположен в 30 км к северо-востоку от мыса Суюткина коса. Низменный, песчаный. Длина до 8 км, ширина до 6 км. Постоянного населения нет. Метеорологическая станция.

## История
На картах России остров впервые появился в 1817 году под названием Тюленькая банка. В 1823 г. были составлены очертания местности и краткое описание. В конце XIX в. православная часовня была возведена для рыбаков.
В первой половине XX в. на острове действовал рыбный завод, был построен одноименный поселок. Зимой на тюленей охотились. В 1958 году началось озеленение. Однако из-за повышения уровня Каспийского моря и сокращения рыбных ресурсов поселок был ликвидирован.
В наши дни на острове проживают сотрудники метеостанции.

## Галерея

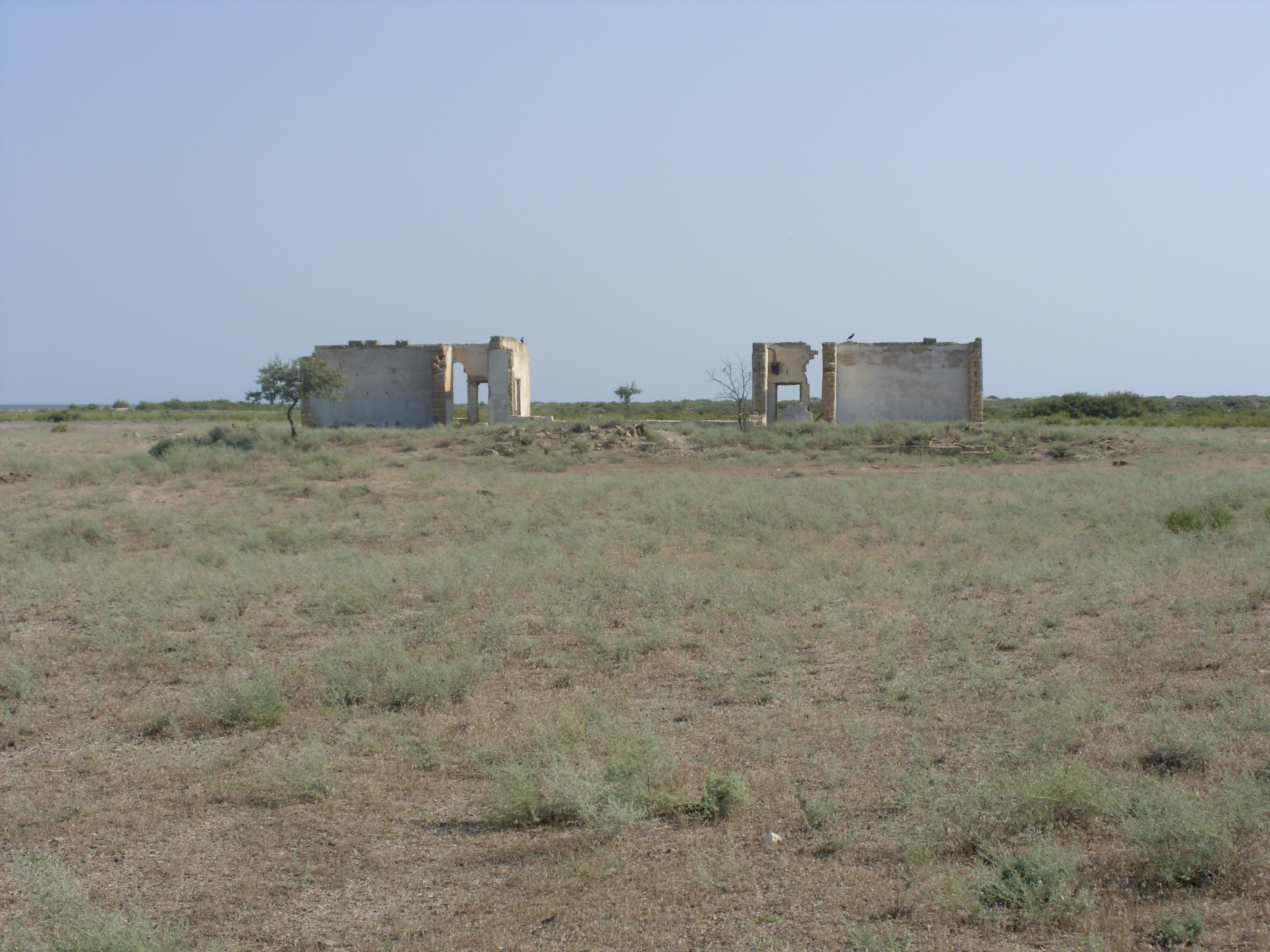
Развалины школы на острове
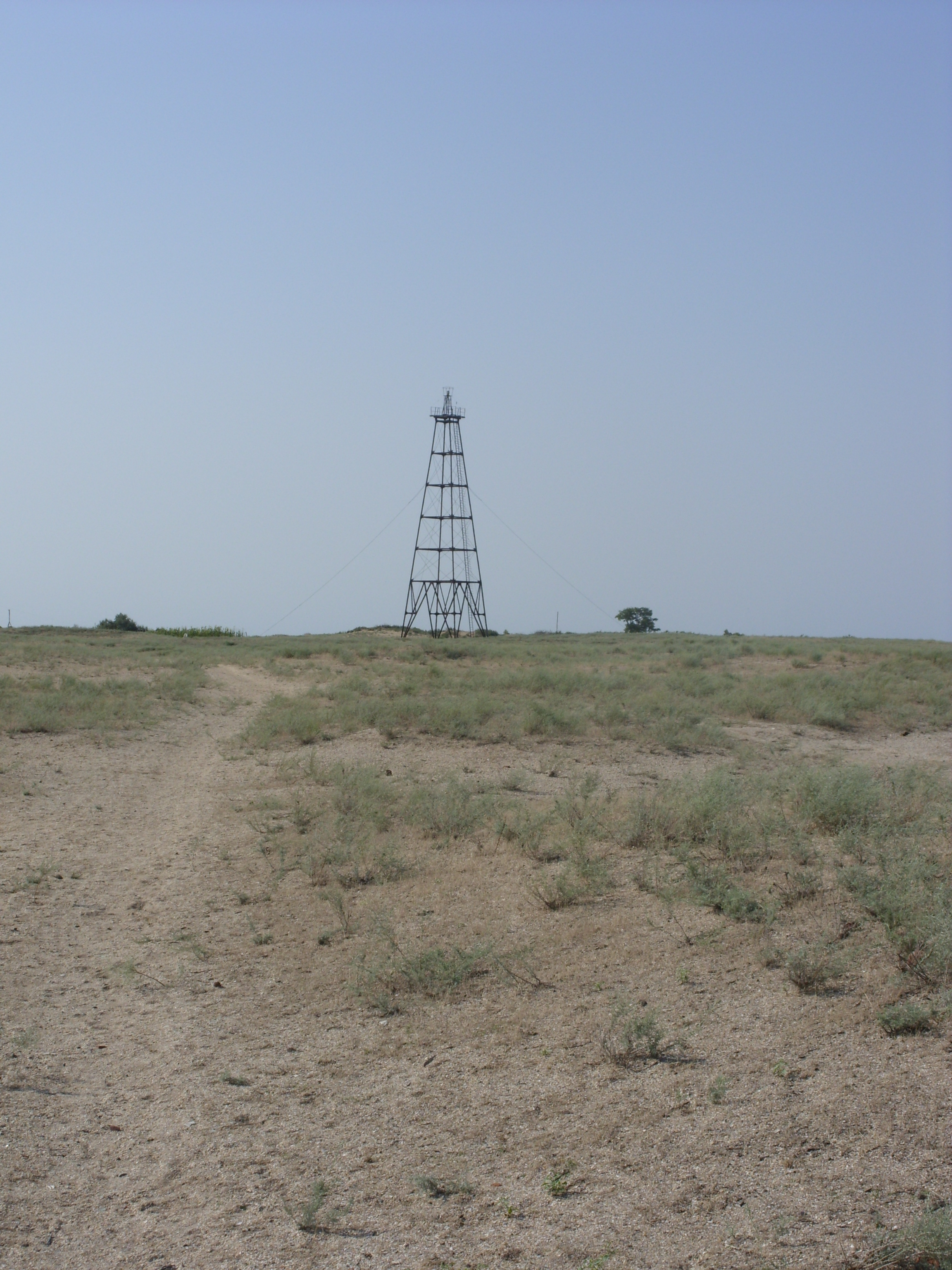
Маяк на острове
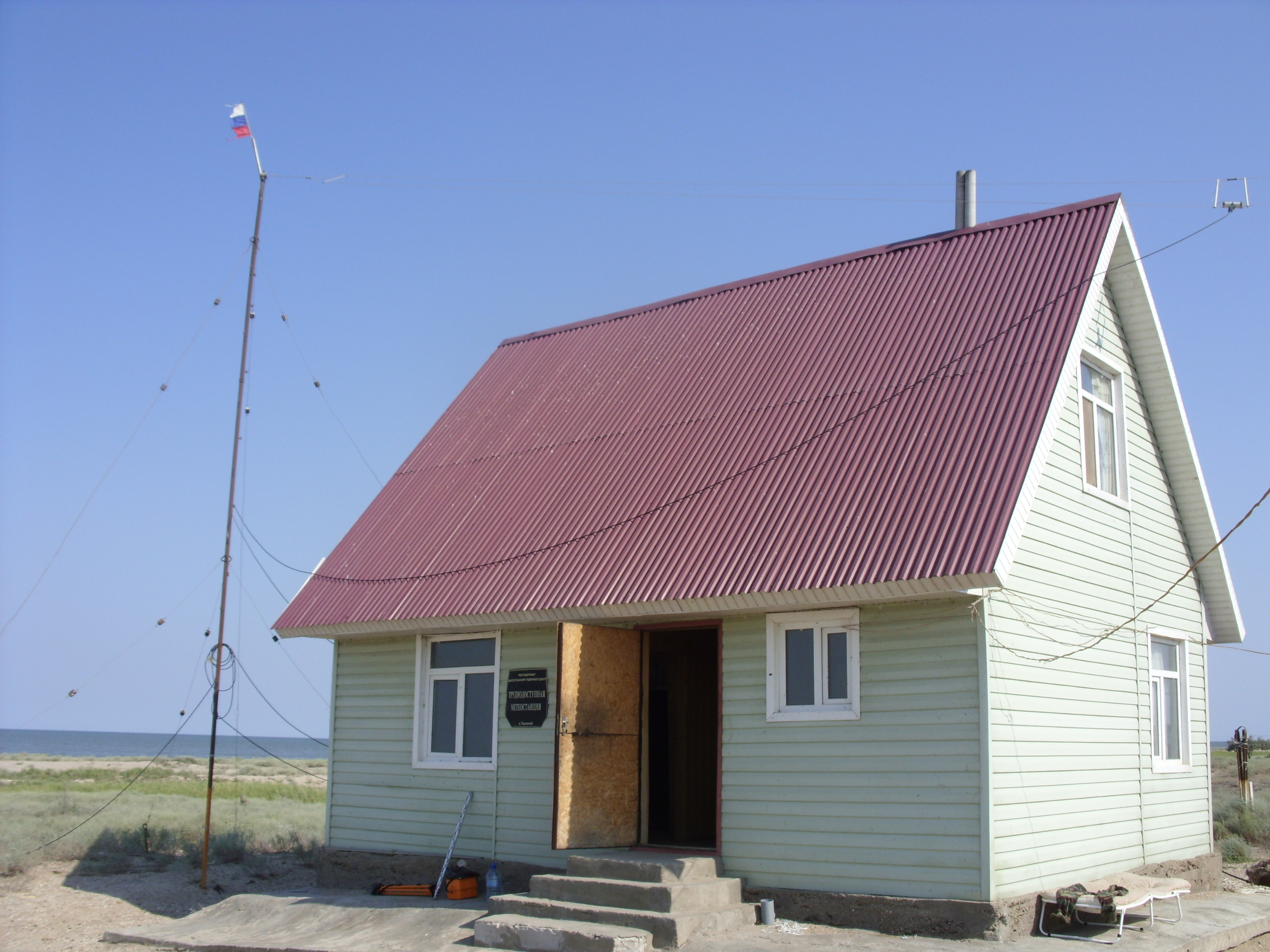
Метеостанция
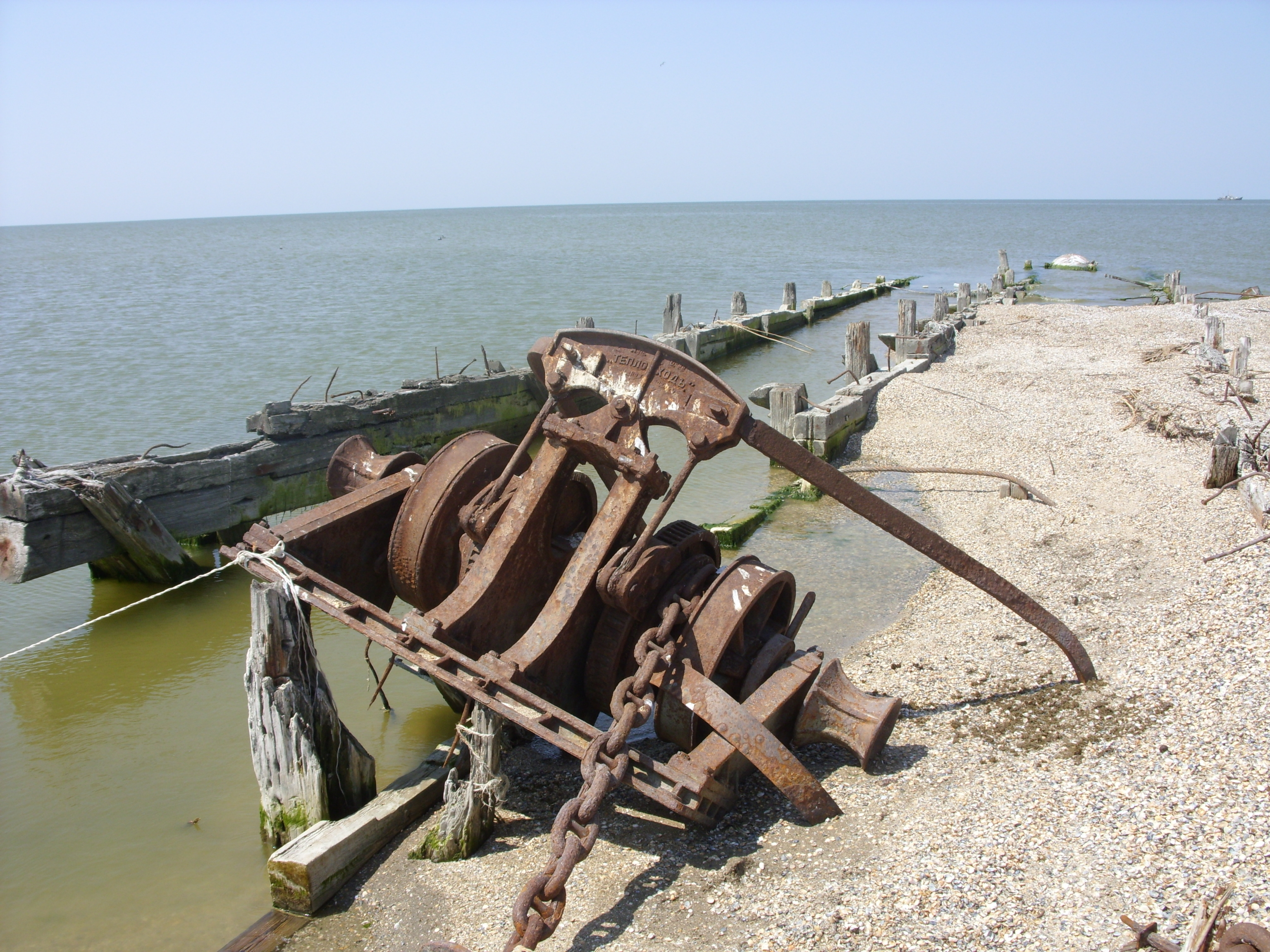
Пристань плавзавода, на переднем плане лебедка
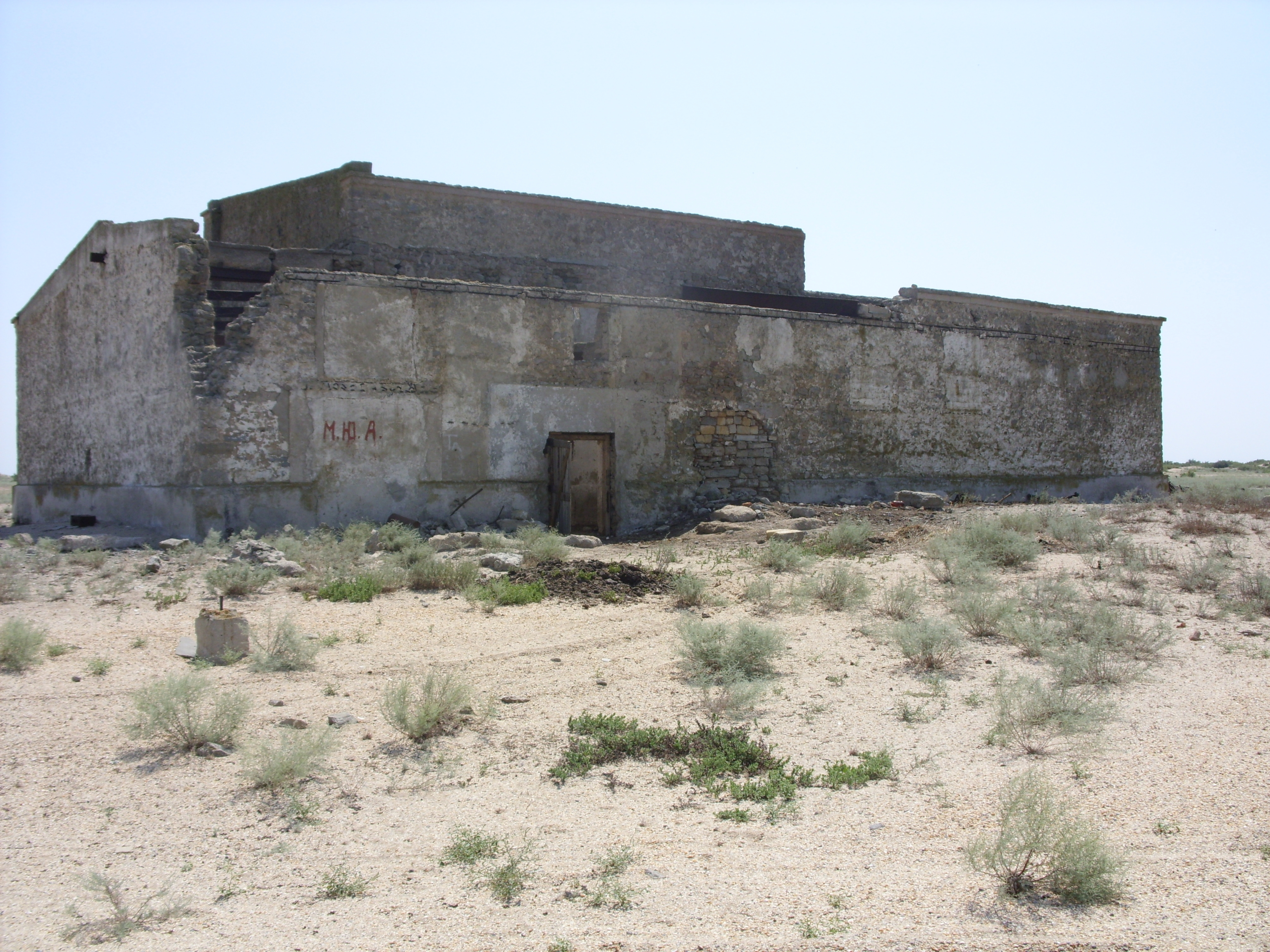
Развалины цеха плавзавода
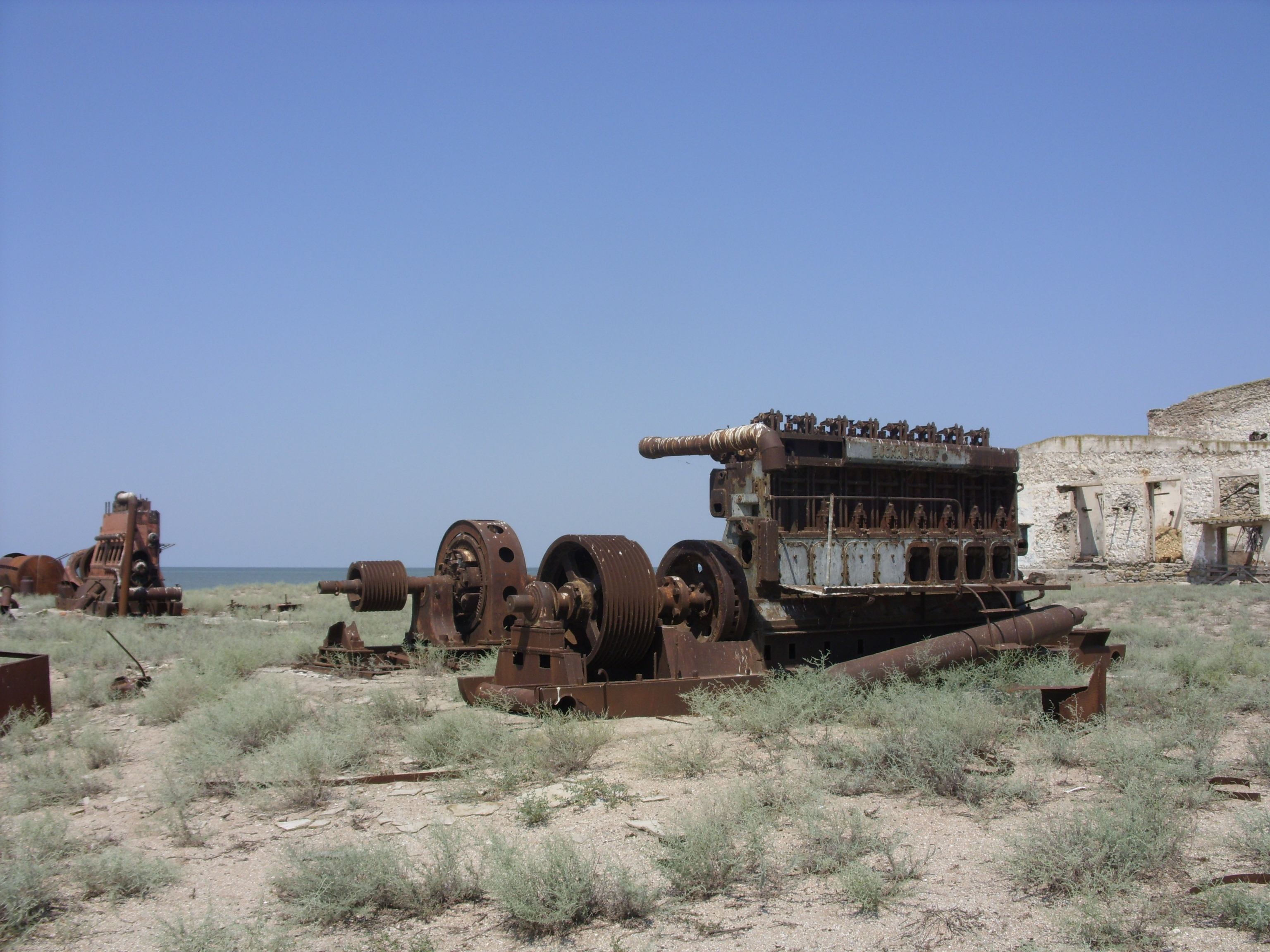
Дизели фирмы Buckau-Wolf, использовались для обеспечения электроэнергией заводских построек и работы насосов качавших воду в садки для рыбы.

## Климат
Климат умеренный полупустынный. Самый теплый месяц - июль с температурой 26 °C , а самый холодный январь - с температурой −0.4 °C. Среднее количество осадков составляет 207 мм в год. Самый влажный месяц - май, когда выпадает 26 мм, а январе и феврале лишь по 12 мм.

## Средняя температура
| Показатель                                                                                      | Янв.  | Фев. | Март  | Апр. | Май  | Июнь | Июль | Авг. | Сен. | Окт. | Нояб. | Дек.  | Год   |
| ----------------------------------------------------------------------------------------------- | ----- | ---- | ----- | ---- | ---- | ---- | ---- | ---- | ---- | ---- | ----- | ----- | ----- |
| Абсолютный максимум, °C                                                                         | 10,1  | 12,7 | 18,5  | 28,0 | 31,0 | 35,7 | 37,5 | 37,9 | 33,4 | 26,1 | 21,4  | 13,6  | 37,9  |
| Средний суточный максимум, °C                                                                   | 1,8   | 2,2  | 6,8   | 14,3 | 21,6 | 27,3 | 29,8 | 29,2 | 23,6 | 16,7 | 9,3   | 4,0   | 15,6  |
| Средняя температура, °C                                                                         | −0,3  | −0,2 | 4,1   | 11,0 | 18,2 | 23,7 | 26,3 | 25,8 | 20,5 | 14,0 | 7,0   | 2,0   | 12,7  |
| Средний суточный минимум, °C                                                                    | −2,3  | −2,2 | 2,1   | 8,6  | 15,4 | 20,7 | 23,2 | 22,7 | 17,9 | 11,7 | 5,0   | 0,1   | 10,2  |
| Абсолютный минимум, °C                                                                          | −24,3 | −25  | −16,4 | −1,9 | 4,9  | 8,6  | 15,5 | 9,8  | 3,6  | −7   | −15,3 | −16,7 | −25   |
| Норма осадков, мм                                                                               | 12,2  | 10,9 | 13,7  | 19,3 | 23,8 | 15,0 | 14,5 | 16,0 | 13,5 | 37,5 | 20,0  | 13,4  | 209,8 |
| Температура воды, °C                                                                            | 3,3   | 2,3  | 4,3   | 9,5  | 15,0 | 20,2 | 23,4 | 24,4 | 21,5 | 16,1 | 10,3  | 5,3   | 13,0  |
| Источник: Погода и климат в Острова Тюлений. «Погода и Климат». Дата обращения: 15 ноября 2022. |       |      |       |      |      |      |      |      |      |      |       |       |       |

| Показатель              | Янв. | Фев. | Март | Апр. | Май  | Июнь | Июль | Авг. | Сен. | Окт. | Нояб. | Дек. | Год  |
| ----------------------- | ---- | ---- | ---- | ---- | ---- | ---- | ---- | ---- | ---- | ---- | ----- | ---- | ---- |
| Абсолютный максимум, °C | 7,4  | 9,4  | 20,7 | 25,6 | 30,1 | 32,9 | 34,9 | 34,2 | 30,4 | 24,6 | 16,9  | 11,1 | 34,9 |
| Средняя температура, °C | 0,9  | 0,9  | 3,9  | 11,9 | 18,9 | 23,6 | 25,9 | 25,1 | 20,2 | 13,5 | 7,1   | 2,5  | 12,9 |
| Абсолютный минимум, °C  | −1,6 | −0,9 | −0,7 | 1,0  | 6,1  | 12,1 | 17,6 | 14,5 | 7,3  | −0,1 | −0,6  | −1,5 | −1,6 |

## Топографические карты
- Лист карты L-38-XXXVI Огузер. Масштаб: 1 : 200 000. Состояние местности на 1983-1989 год. Издание 1993 г.